# Parapleustes commensalis
Parapleustes commensalis är en kräftdjursart som beskrevs av Robert Alan Shoemaker 1952. Parapleustes commensalis ingår i släktet Parapleustes och familjen Pleustidae. Inga underarter finns listade i Catalogue of Life.